# جون غالفن
جون غالفن (بالإنجليزية: John Galvin)‏ هو لاعب كرة قدم أمريكية أمريكي، ولد في 9 يوليو 1965 في لوويل في الولايات المتحدة.

## وصلات خارجية
- جون غالفن على موقع مرجع كرة القدم المحترفة.كوم (الإنجليزية)